# Verklaring van erfrecht
Een verklaring van erfrecht (Nederland), of akte of attest van erfopvolging (België), is een authentieke akte waarin een notaris na eigen onderzoek erfrechtelijke feiten vermeldt naar aanleiding van het overlijden van iemand. De akte is volgens het nieuwe erfrecht in België verplicht om als erfgerechtigde de juridische status van erfgenaam of erfopvolger te krijgen (art. 4.2 BW). Het Nederlands erfrecht stelt de akte niet verplicht voor de erfopvolging, de overdracht van de nalatenschap van overledene op erfgenamen vindt op grond van de wet direct bij overlijden plaats, er is geen enkele formaliteit of handeling voor nodig (art. 4:182 BW). De akte kan nodig zijn als officieel bewijs voor hetgeen er in staat, bijvoorbeeld bij banken, schuldeisers, verkoop van onroerend goed uit de nalatenschap of een rechtszaak over de nalatenschap. Zo zijn de erfgenamen er tegen beschermd dat onbevoegden in hun naam rechtshandelingen kunnen verrichten. 
In Nederland zijn er geen voorschriften wat in de verklaring moet worden opgenomen, wel wat kan, het is geregeld in artikel 4:188 BW (artikel 188 van Boek 4 Burgerlijk Wetboek (erfrecht)) en de Wet op het Notarisambt. 
Een verklaring van executele of verklaring van bewind is in Nederland ook een verklaring van erfrecht, maar minder algemeen, de inhoud is toegespitst op het onderwerp dat in de aanhef staat. In deze gevallen zal de notariële verklaring alleen de erfrechtelijke feiten over een executeur of testamentair bewind bevatten. De benoeming tot executeur in een testament gaat van rechtswege in bij overlijden en kan zonder formaliteiten worden aanvaard, daarvoor is dus geen officieel dokument vereist. Hetzelfde geldt voor een bij testament ingesteld bewind. 
Een verklaring van erfrecht is iets anders dan een testament. Een testament wordt bij leven door een persoon opgesteld om eigen regels vast te leggen wie na overlijden de erfenis in handen krijgt. De bepalingen in een testament krijgen pas juridische werking na overlijden, maar dan van rechtswege. Ook daar is geen verklaring van erfrecht nodig. In een verklaring van erfrecht beschrijft de notaris na overlijden dat er al dan niet een testament is; wat er in het testament is bepaald en welke erfrechtelijke gevolgen de bepalingen naar zijn of haar mening hebben.  
De notaris maakt de verklaring op naar beste eer en geweten, maar het kan zijn dat de erfrechtelijke gevolgen van een testamentaire bepaling voor meerderlei juridische uitleg vatbaar zijn. Ook kan een notaris de juridische mening hebben dat een bepaalde bepaling in een testament wel rechtsgeldig is, en een erfgenaam kan menen van niet. In zo'n situatie geeft de mening van de notaris niet de doorslag, ook al is deze vastgehouden in een verklaring van erfrecht. Alleen de rechter kan beslissen wie gelijk heeft.

## Feiten die kunnen worden opgenomen
Meestal worden in de verklaring van erfrecht de volgende gegevens opgenomen:
- naam van de persoon die is overleden met de persoonsgegevens;
- datum en plaats van overlijden;
- of een uiterste wil is gemaakt (onderhandse akte in bewaring gegeven bij de notaris, testament of codicil);
- bij een testament of codicil gemaakt vóór invoer van het huidige erfrecht, per 1 januari 2003, wat het overgangsrecht ter zake bepaalt;
- wie de erfgenamen zijn, voor welke delen en wie van hen de nalatenschap al dan niet beneficiair heeft aanvaard dan wel verworpen;

De akte of het attest is volgens het nieuwe erfrecht in België verplicht om als erfgerechtigde de juridische status van erfgenaam of erfopvolger te krijgen (art. 4.2 BW). Met een akte of attest van erfopvolging wordt het overlijden bevestigd en wordt vastgesteld aan wie de nalatenschap toekomt, de identiteit van de erfgenamen wordt erin vermeld. De notaris gaat na of er een testament werd opgesteld. Het afgeven van een akte en attest is bevoegdheid van de notaris, het afleveren van een attest van erfopvolging kan ook door een registratiekantoor worden gedaan. Bij de notaris geldt sinds 1 januari 2023 een vast ereloon van 195 euro, verhoogd met 125 euro per aanwezig onroerend goed.
De akte is in Nederland niet algemeen verplicht als formaliteit bij de erfopvolging of afwikkeling van een erfenis maar kan nodig zijn als officieel bewijs voor hetgeen er in staat, bijvoorbeeld bij banken, schuldeisers, verkoop van onroerend goed uit de nalatenschap of een rechtszaak over de nalatenschap.
Andere feiten die kunnen worden vermeld in een verklaring van erfrecht:
- dat de echtgenoot van de overledene een vruchtgebruik van goederen van de nalatenschap toekomt;
- dat artikel 4:13 BW van toepassing is, de zogenaamde "wettelijke verdeling";
- dat het testament aanwijzingen bevat de nalatenschap te verdelen (niet verplichtend voor erfgenamen omdat het geen uiterste wilsbeschikking is;[3])
- dat er een tweetrapsmaking is, met de naam van de verwachter;
- dat een executeur is benoemd met de bevoegdheden en verplichtingen, en/of dat een testamentair bewind is ingesteld met strekking en duur en over welke delen;
- dat de boedel onroerend goed bevat, de akte hoort dan door de notaris bij het Kadaster te worden ingeschreven.
- dat een of meer erfgenamen beneficiair hebben aanvaard en de nalatenschap moeten vereffenen, dan wel de rechter een vereffenaar heeft benoemd.

## Opdracht
Iedereen die daar een gerechtvaardigd belang bij heeft als betrokkene bij de nalatenschap kan een willekeurige notaris opdracht geven een verklaring van erfrecht op te stellen en kan van de notaris een gewaarmerkte kopie krijgen. De notaris moet daarvoor de identiteit van de opdrachtgever en de status van de persoon vaststellen, bijvoorbeeld erfgenaam, legitimaris, legataris of executeur. De opdrachtgever is tegenover de notaris verantwoordelijk voor voldoening van de kosten. Deze kunnen op de nalatenschap worden verhaald als het een noodzakelijke uitgave was. Is er in het testament een executeur benoemd of bewind ingesteld en een bewindvoerder benoemd, kan deze ook aanvragen, afhankelijk van rechtsgeldig toegekende taken en bevoegdheden.

## Werkzaamheden notaris

### Onderzoek
In Nederland kan alleen een notaris een verklaring van erfrecht opmaken. Voor het maken van een verklaring van erfrecht verricht de notaris als openbaar ambt onderzoek naar de feiten, onder meer of er een testament is, codicil, wie de erfgenamen zijn, of er een beheersexecuteur is benoemd of testamentair bewind is ingesteld. Hij raadpleegt onder meer:
- de akte van overlijden;
- het Centraal Testamentenregister om te controleren of de overledene een testament heeft gemaakt en welk testament het laatst is opgemaakt. Als de notaris de akte niet zelf heeft verleden, vraagt hij deze op bij de notaris die dat heeft gedaan. Deze informatie is opgenomen in het CTR, niet de inhoud van een testament;
- de registers van de Burgerlijke Stand om te controleren of de overledene een echtgenote en/of kinderen achterlaat;
- het huwelijksgoederenregister om te controleren indien de overledene gehuwd was, of er huwelijkse voorwaarden zijn opgemaakt. De inhoud van de huwelijkse voorwaarden kan namelijk van invloed zijn op de grootte van de nalatenschap.

Daarnaast zal de notaris in beginsel de gemeente waar de persoon is overleden aanschrijven met het verzoek een erfgenamenonderzoek te doen. De gemeente doet dit aan de hand van gegevens die zijn opgenomen in de Basisregistratie Personen (BRP). De gemeente kan leges in rekening brengen. Deze bedragen bijvoorbeeld voor de gemeente Zwolle in 2013 per 15 minuten € 12,50.

### Informeren erfgenamen
Als het onderzoek van de notaris is afgerond en bekend is wie de erfgenamen zijn, moet de notaris de erfgenamen informeren over het feit dat zij erfgenaam zijn en over de keuzemogelijkheden ten aanzien van aanvaarden van de nalatenschap. Deze voorlichting is belangrijk omdat het aanvaarden van de nalatenschap nadelige gevolgen kan hebben voor de erfgenamen als de schulden van de nalatenschap de bezittingen overtreffen.
De notaris is wettelijk verplicht de identiteit van betrokkenen vast te stellen en handtekeningen te legaliseren.

### Boedelvolmacht
Als er meer dan een erfgenaam is die de nalatenschap niet verworpen heeft en er geen executeur is benoemd, zijn de erfgenamen gezamenlijk gerechtigd om over de goederen van de nalatenschap te beschikken. Besluiten kunnen alleen unaniem worden genomen, niet met meerderheid van stemmen, van deze dwingendrechtelijke regel uit het vermogensrecht kan niet bij testament worden afgeweken. Dat kan tot praktische problemen leiden omdat voor veel handelingen de medewerking van alle erfgenamen nodig is. Daarom kunnen de erfgenamen aan een van hen, of aan een derde, een volmacht geven om namens hen op te treden in de afwikkeling van de boedel. Het is verstandig daarbij goede afspraken te maken over de beloning, de modellen van de notaris voorzien daar niet in. De volmacht wordt ook in de akte van erfrecht opgenomen.
Na ontvangst van de verklaring(en) aanvaarding nalatenschap en eventuele boedelvolmachten kan de notaris de verklaring van erfrecht opmaken en afschriften aan de erfgenamen, executeur of gevolmachtigde zenden.

## Verklaring van executele / executeurs
Is bij testament of codicil (onder het oude erfrecht) een executeur benoemd, kunnen erfgenamen of de executeur ook een zogenaamde Verklaring van executele laten opmaken, dat is een verklaring van erfrecht waar alleen bepalingen zijn opgenomen over de benoeming van een of meerdere executeurs, de toegekende bevoegdheden, of de benoeming rechtsgeldig is en of overgangsrecht van toepassing is. Twijfelt een erfgenaam of de in het testament toegekende bevoegdheden (allemaal) erfrechtelijke werking hebben, bijvoorbeeld bij benoeming van een zogenaamde driesterrenexecuteur, kan de notaris worden gevraagd daar een objectieve mening over te geven en deze als zodanig op te nemen in de verklaring. Roept een van de erfgenamen of de executeur de nietigheid in van een of meer testamentaire bepalingen, dient dat ook te worden vermeld omdat deze van rechstwege werking heeft.
De naamgeving "Verklaring van executele" is binnen het notariaat gebruikelijk maar erfrechtelijk onjuist omdat de wet geen executele kent, een verband over de goederen van de nalatenschap, zoals bij de uiterste wilsbeschikking van het testamentair bewind het geval is. De wet kent alleen de uiterste wilsbeschikking executeurs.
Een executeur kan ook zonder deze verklaring aan het werk, aanvaarding van het executeurschap is vormvrij. De verklaring is nodig wanneer een (rechts)persoon zonder bewijs dat degene daadwerkelijk die rechtshandelingen mag verrichten die de executeur wil verrichten, niet met de executeur wil werken. Dat is voor alle partijen gewenst wanneer het om aanmerkelijk bedragen gaat, bijvoorbeeld het overschrijven van een bankrekening met een aanzienlijk bedrag. Gaat het om verkoop van een goed uit de nalatenschap, hoort de notaris te onderzoeken of de executeur daar, onder de gegeven omstandigheden, bevoegd toe is. Een executeur mag namelijk alleen als vertegenwoordiger van de erfgenamen optreden en op die voet goederen uit de nalatenschap verkopen, wanneer hij is benoemd als beheersexecuteur en er liquide middelen nodig zijn om schulden te voldoen, of als een zorgvuldig beheer van de nalatenschap dat meebrengt.

### Testamentair bewind, vereffening
Een zelfde soort verklaring kan worden afgegeven wanneer bij testament een bewind is ingesteld en een bewindvoerder is aangewezen, of wanneer door de erfgenamen vereffend moet worden. Is een afwikkelingsbewind ingesteld en daarbij de bewindvoerder de bevoegdheid gegeven zelfstandig te verdelen zonder toestemming en medewerking van de erfgenamen en een erfgenaam dat niet wil accepteren, is van belang dat de notaris in de akte opneemt dat een beroep op de nietigheid van deze bepaling wordt gedaan. Is er onroerend goed of een ander registergoed in de nalatenschap, hoort de akte met het beroep op de nietigheid te worden ingeschreven in het Kadaster. Een andere notaris of derden weten dan dat rechtshandelingen van een afwikkelingsbewindvoerder met betrekking tot dat registergoed mogelijk niet bevoegd worden of zijn verricht.

## Toepassing
Met een verklaring van erfrecht kunnen de erfgenamen zich als zodanig legitimeren bij instellingen als banken om de nalatenschap van de overledene af te wikkelen. Banken vragen vaak na overlijden van de rekeninghouder aan de erfgenamen om een verklaring van erfrecht over te leggen voordat de bank de rekening op naam van de erven kan zetten omdat deze zekerheid wil hebben aan wie zij rechtsgeldig mogen uitbetalen. Banken hanteren een eigen beleid bij het vragen om een verklaring van erfrecht, enige banken verlangen deze verklaring niet als er bij de bank maar één dienst of product wordt afgenomen met een saldo of waarde lager dan een bepaald bedrag. De identiteit van een opdrachtgever wordt dan wel gecontroleerd aan de hand van een officieel document zoals rijbewijs of paspoort en deze moet persoonlijk tekenen voor de opdracht.

### Toepassing bij de "wettelijke verdeling"
In het geval er geen testament is, en overledene een partner uit huwelijk of registratie en een of meer kinderen achterlaat, is de zogenaamde wettelijke verdeling van toepassing. De langstlevende echtgenoot verkrijgt dan van rechtswege de hele nalatenschap, inclusief schuldenn en de kinderen 'krijgen' slechts een vordering op de langstlevende die pas opeisbaar is bij overlijden, faillissement of schuldsanering van de langstlevende. De kinderen zijn wel erfgenaam maar de wet ontneemt hen de rechten die normaal gesproken aan erfgenamen toekomen (artikel 4:13 BW jo. 4:182 BW). De langstlevende is in de regel van rechtswege bevoegd over de nalatenschap te beschikken en deze te beheren maar er kunnen omstandigheden zijn waarbij dat niet het geval is. Voorbeelden hiervan zijn: de nalatenschap is door de langstlevende verworpen of beneficiair aanvaard, de wettelijke verdeling is binnen drie maanden na overlijden ongedaan gemaakt, erflater heeft voor 2003 bij codicil een executeur aangewezen, er is een testament in het buitenland opgemaakt of buitenlands recht is van toepassing. Dan zal een Verklaring van erfrecht nodig zijn. Een akte van erfrecht is ook nodig om een onroerend goed, registergoed of aandeel daarin bij het kadaster op naam van de langstlevende partner te zetten.
Als de wettelijke verdeling van toepassing is, bestaat er een richtlijn van De Nederlandse Vereniging van Banken dat het opvragen van een verklaring van erfrecht nodig is als het totale saldo van alle bankrekeningen hoger is dan € 100.000. Een opdrachtgever moet worden geïdentificeerd en moet persoonlijk tekenen. Mocht onbevoegd zijn gehandeld, dient de bevoegde zich met bewijs van bevoegdheid te melden bij de bank. Banken mogen eigen aanvullende regels stellen.